# La Science de la Croix
La Science de la Croix est un ouvrage d'Edith Stein. Écrit à la fin de sa vie, rédigé quelques jours avant sa déportation à Auschwitz, l'ouvrage se présente comme une théologie de la souffrance et de la Croix, à partir des écrits de Saint Jean de la Croix.